# Muna al-Husayn
Muna al-Husayn (in in arabo منى الحسين‎? all'anagrafe Antoinette Avril Gardiner; Chelmondiston, 25 aprile 1941) è stata principessa consorte di Giordania dal 1961 al 1972, come seconda moglie del re Husayn.

## Biografia

### Educazione e carriera

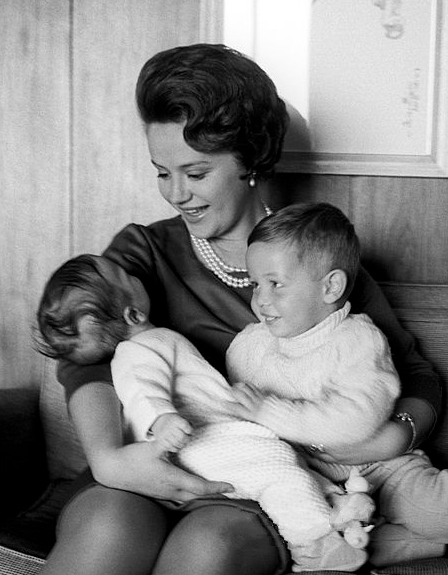
Muna e i figli Faysal e Abd Allah, 1964

Antoinette, detta "Toni", è nata a Chelmondiston nel 1941, dal colonnello Walter Percy "Tony" Gardiner (1914-2010) e da Doris Elizabeth Sutton (1916-1993).
Venne istruita alla Bourne School di Kuala Lumpur, gestita dal British Families Education Service per i figli dei funzionari britannici in servizio all'estero. A scuola fu un'eccellente giocatrice di hockey su prato e all'inizio degli anni '60 lavorò come segretaria a Stratford, mentre suo padre era di stanza a Long Marston.
All'età di 19 anni seguì i genitori in Giordania, dove suo padre era stato nominato consigliere militare sulla conservazione dell'acqua. Trovò un impiego presso la Jordan Radio e come assistente di segreteria sul set del film Lawrence d'Arabia.

### Matrimonio
Incontrò il re Husayn durante una delle sue visite alla produzione del suddetto film, dove i suoi soldati lavorarono come comparse. Un'altra ipotesi ritiene che si conobbero a una festa in maschera.
I due si sposarono il 25 maggio 1961 al Palazzo Zahran ad Amman. Toni adottò il nome arabo di "Muna" con la sua adesione all'islam dalla fede cristiana (anche se una sua reale conversione è stata spesso messa in dubbio). L'anno seguente nacque il suo primo figlio, Abd Allah, e le venne conferito il titolo di principessa, a differenza delle altre mogli di Husayn che furono titolate come regine.
Il 21 dicembre 1972 la coppia divorziò, ma le venne concesso il mantenimento del suo titolo nobiliare. Le venne assegnata come residenza il Palazzo Humar, a ovest di Amman.

### Attività
La principessa Muna è stata attiva nello sviluppo dell'assistenza infermieristica sin dal suo matrimonio e nel 1962 diede vita al Princess Muna College of Nursing. Nel 1984 capeggiò un gruppo di leader infermieristici per fare richiesta di un consiglio che regolamentasse la professione dell'infermiere in Giordania.

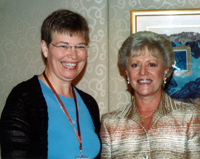
La principessa Muna alla conferenza del Consiglio Infermieristico Giordano

Nel 2002 fu nominata presidente del neonato Consiglio Infermieristico Giordano, per decreto del figlio Abd Allah II. Nel 2003 acquisì la carica di patrona della strategia di sviluppo dell'infermieristica e dell'ostetricia nella regione del Mediterraneo Orientale, lanciata dall'Organizzazione mondiale della sanità (OMS) l'anno precedente. Nel 2004 accettò la carica di membro del Consiglio della Facoltà di Infermieristica all'Università di Giordania e nel 2005 patrocinò la Giornata mondiale della salute, nello stesso anno in cui nacque il Fondo Principessa Muna per sostenere gli studenti di infermieristica.
Nel 2006 lanciò il Forum di Discussione Globale del Global Consortium for Nursing and Midwifery (GANM) e in Giordania il programma Leadership for Change dell'International Nursing Council e l'Elderly Friendly Cities Initiative a favore degli anziani. Nel 2007 lanciò con l'OMS l'atlante per gli infermieri della salute mentale e nel 2009 nacque il Princess Muna Award for Excellence, destinato a coloro che si distinguono nell'istruzione, nella leadership, nella pratica infermieristica e nella ricerca scientifica.
Nel 2013 partecipò a una riunione dell'OMS ad Amman per lo sviluppo del curriculum del Diploma in Salute Mentale. Il 13 giugno dello stesso anno incontrò Titus Corlățean, ministro rumeno degli esteri, discutendo sull'opportunità di rafforzare le relazioni bilaterali tra Giordania e Romania in ambito educativo e medico. Aprì anche la 4ª Conferenza Giordano-Rumena sulla Medicina e la Farmacia, presso l'Università "Grigore T. Popa". Tre anni dopo lanciò le direzioni strategiche globali 2016-2020 per rafforzare l'assistenza infermieristica e ostetrica.

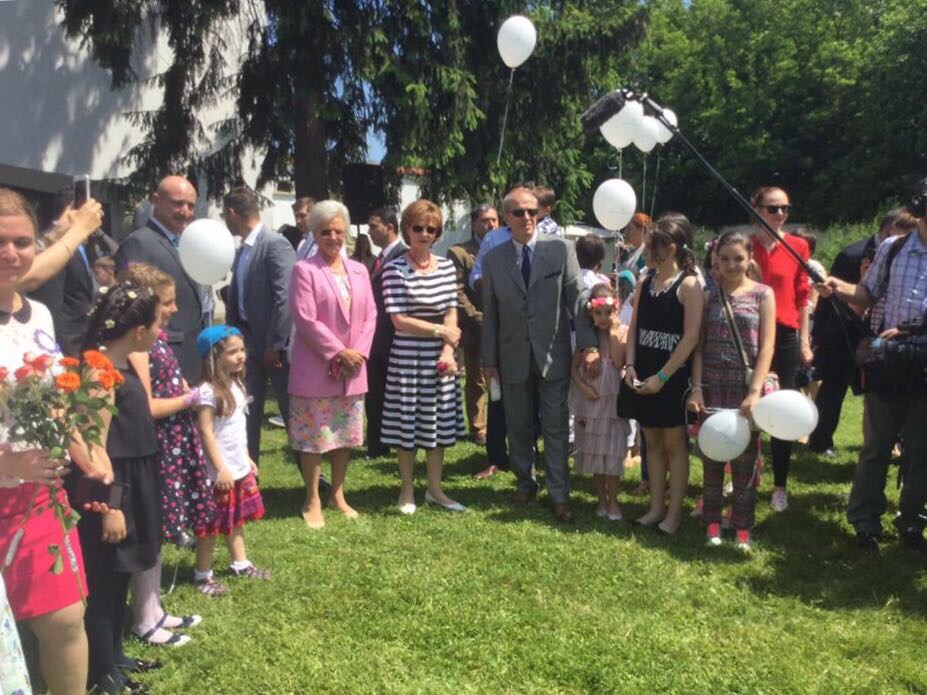
Muna con Margherita di Romania nei giardini del Palazzo di Elisabetta per un evento a favore dei bambini, 2016

Nel 2017 avviò la campagna "Nursing Now", diretta a migliorare il contesto educativo e professionale degli infermieri, a diffondere pratiche assistenziali basate sull'innovazione e la creatività e ad aumentare l'influenza degli infermieri e delle ostetriche nei processi decisionali della politica sanitaria. Nel 2020, durante la 73ª Assemblea Mondiale della Sanità, ricevette un premio dal direttore generale dell'OMS per il suo continuo sostegno all'assistenza infermieristica, ostetrica e alla salute globale.
Nel 2022 patrocinò una cerimonia in onore degli infermieri che hanno lavorato durante la pandemia di COVID-19, inaugurata dall'International Women's Forum con il Consiglio Infermieristico Giordano. Nel giugno 2023 è diventata il quarto Ambasciatore globale di Alzheimer's Disease International (ADI), dopo Silvia Sommerlath, Sofia di Grecia e Luis Guillermo Solís.

## Patrocini
- Presidente onoraria del Collegio di Infermieristica dell'Università di Mu'tah;[18]
- Consigliera Onoraria dell'WHO Collaborating Centre for Nursing Development;[18]
- Governatrice Onoraria dell'Arab Horse Society;[18]
- Membro del Consiglio della Royal Jordanian Stud Book Authority;[18]
- Presidente onoraria della Società Fotografica Giordana.[19]

## Discendenza

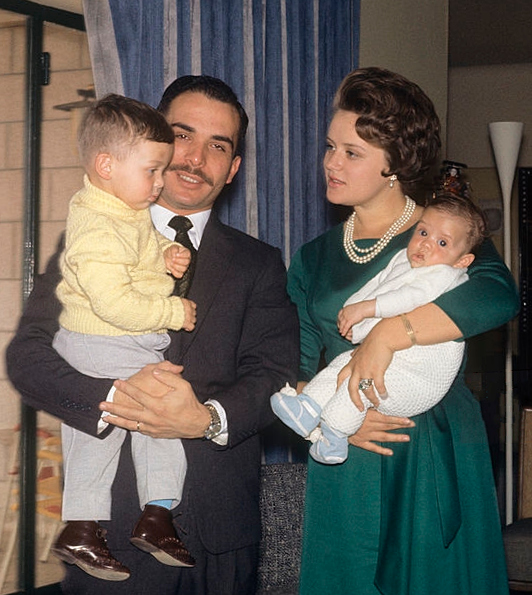
Husayn e Muna fotografati con i figli Abd Allah e Faysal ad Amman, 1964

Muna al-Husayn e Husayn di Giordania ebbero due figli e due figlie:
- Re Abd Allah II (1962), con la moglie Rania al-Yasin (1970) ha avuto quattro figli;
- Principe Faysal (1963), con la prima moglie Alia Tabbaa (1964) ha avuto quattro figli. Ha avuto altri due figli della terza moglie, Zeina Lubbadeh;
- Principessa Aisha (1968), con il primo marito Zeid Sa'adedine Juma ha avuto due figli;
- Principessa Zein (1968), con il marito Sayyid Majdi Al-Saleh ha avuto tre figli, di cui una adottiva.